# Ямгілл (округ, Орегон)
Шаблон:StateAbbr_ 45°14′ пн. ш. 123°19′ зх. д. / 45.23° пн. ш. 123.31° зх. д.
Округ  Ямгілл (англ. Yamhill County) — округ (графство) у штаті  Орегон, США. Ідентифікатор округу 41071.

## Історія
Округ утворений 1843 року.

## Демографія
За даними перепису 
2000 року 
загальне населення округу становило 84992 осіб, зокрема міського населення було 59867, а сільського — 25125.
Серед мешканців округу чоловіків було 42963, а жінок — 42029. В окрузі було 28732 домогосподарства, 21372 родин, які мешкали в 30270 будинках.
Середній розмір родини становив 3,17.
Віковий розподіл населення поданий у таблиці:
| Стать    | До 15 років | 15-21 | 22-29 | 30-39 | 40-49 | 50-65 | 65-85 | Понад 85 |
| -------- | ----------- | ----- | ----- | ----- | ----- | ----- | ----- | -------- |
| Чоловіки | 9649        | 5127  | 4719  | 6489  | 6703  | 6018  | 3784  | 474      |
| Жінки    | 9198        | 5192  | 3946  | 5729  | 6370  | 5875  | 4830  | 889      |

## Суміжні округи
- Вашингтон — північ
- Клакамас — схід
- Меріон — південний схід
- Полк — південь
- Тілламук — захід

## Виноски
1. ↑  U.S. Decennial Census. United States Census Bureau. Архів оригіналу за 4 квітня 2018. Процитовано 28 лютого 2015.
2. ↑  Historical Census Browser. University of Virginia Library. Архів оригіналу за 26 грудня 2013. Процитовано 28 лютого 2015.
3. ↑  Forstall, Richard L., ред. (27 березня 1995). Population of Counties by Decennial Census: 1900 to 1990. United States Census Bureau. Архів оригіналу за 19 лютого 2015. Процитовано 28 лютого 2015.
4. ↑  Census 2000 PHC-T-4. Ranking Tables for Counties: 1990 and 2000 (PDF). United States Census Bureau. 2 квітня 2001. Архів оригіналу (PDF) за 18 грудня 2014. Процитовано 28 лютого 2015.
5. ↑  State & County QuickFacts. United States Census Bureau. Архів оригіналу за 22 липня 2011. Процитовано 15 листопада 2013. [Архівовано 2011-08-06 у Wayback Machine.](англ.) Наведено за англійською вікіпедією.
6. ↑  American FactFinder. Бюро перепису населення США. Архів оригіналу за 26 лютого 2012. Процитовано 31 січня 2008. [Архівовано 2008-05-21 у Wayback Machine.]

| США | Це незавершена стаття з географії США. Ви можете допомогти проєкту, виправивши або дописавши її. |